# 뉴질랜드-미국 관계
뉴질랜드-미국 관계(영어: New Zealand-United States of America Relations)는 뉴질랜드와 미국의 양자 관계를 의미한다. 두 나라는 전략적인 동반자 관계를 공유한다.

## 역사
두 나라 모두 영국의 과거 식민지라는 공통된 뿌리를 갖고 있으며, 영어를 공용어로 사용한다. 제1차 세계 대전, 제2차 세계 대전과 6.25 전쟁에서 연합국으로 같이 싸웠다. 두 국가는 오늘날에도 안보 분야에서 적극적으로 협력한다. 두 국가는 UKUSA 및 파이브 아이즈에 속해 있다. 군사 동맹은 아니며, 1951년에 양국 간 체결한 태평양 안전 보장 조약은 1986년에 효력을 상실하였다. 동남아시아 조약 기구가 있었던 시절에도 두 국가는 회원국으로서 협동하였다.

## 같이 보기
- 뉴질랜드의 대외 관계
- 미국의 대외 관계